# Santiago y Lima
Santiago y Lima es un barrio ubicado en el municipio de Naguabo en el estado libre asociado de Puerto Rico. En el Censo de 2010 tenía una población de 710 habitantes y una densidad poblacional de 43,88 personas por km².

## Geografía
Santiago y Lima se encuentra ubicado en las coordenadas 18°10′55″N 65°41′42″O / 18.18194, -65.69500. Según la Oficina del Censo de los Estados Unidos, Santiago y Lima tiene una superficie total de 16.18 km², de la cual 4.72 km² corresponden a tierra firme y (70.83%) 11.46 km² es agua.

## Demografía
Según el censo de 2010, había 710 personas residiendo en Santiago y Lima. La densidad de población era de 43,88 hab./km². De los 710 habitantes, Santiago y Lima estaba compuesto por el 67.89% blancos, el 22.82% eran afroamericanos, el 0.14% eran amerindios, el 0.14% eran asiáticos, el 5.92% eran de otras razas y el 3.1% pertenecían a dos o más razas. Del total de la población el 99.01% eran hispanos o latinos de cualquier raza.